# Leonardo Zottele
Leonardo Mattheo Zottele (* 16. April 1999 in Bludenz) ist ein österreichischer Fußballspieler.

## Karriere

### Verein
Zottele begann seine Karriere beim FC Klostertal. Zur Saison 2013/14 kam er in die AKA Vorarlberg. Nach zwei Saisonen in der Vorarlberger Akademie wechselte er zur Saison 2015/16 nach Deutschland in die Jugend des 1. FC Nürnberg. Zunächst kam er für die B-Junioren zum Einsatz, ab 2016/17 für die A-Junioren. An der Bertolt-Brecht-Schule Nürnberg, die er von 2015 bis 2018 besuchte, machte er sein Abitur.
Zur Saison 2018/19 kehrte er nach Österreich zurück und wechselte zum Bundesligisten SCR Altach, bei dem er einen bis Juni 2021 laufenden Vertrag erhielt. Bei Altach kam er in eineinhalb Jahren allerdings ausschließlich für die drittklassigen Amateure zum Einsatz, woraufhin er im Jänner 2020 auf Kooperationsbasis an den Zweitligisten FC Dornbirn 1913 verliehen wurde. Sein Debüt für Dornbirn in der 2. Liga gab er im Februar 2020, als er am 17. Spieltag der Saison 2019/20 gegen den SC Austria Lustenau in der Startelf stand. Im August 2020 wurde die Kooperation um eine Spielzeit verlängert. Allerdings zog er sich im September 2020 eine Gehirnerschütterung zu und so bis zur Winterpause zu keinem einzigen Einsatz für Dornbirn. Im Jänner 2021 kehrte Zottele schließlich vorzeitig nach Altach zurück. Nach der Saison 2020/21 verließ er Altach ohne Einsatz für die Profis.

### Nationalmannschaft
Zottele spielte im September 2014 erstmals für eine österreichische Jugendnationalauswahl. Im August 2015 debütierte er gegen Russland für die U-17-Mannschaft. Mit dieser nahm er 2016 auch an der EM teil. Bei dieser scheiterte man im Viertelfinale an Portugal, Zottele kam während des Turniers zu zwei Einsätzen.
Im April 2017 kam er gegen Deutschland zu einem Einsatz für die U-18-Auswahl. Zwischen September 2017 und März 2018 absolvierte Zottele fünf Spiele für das U-19-Team.